# 岐阜県道177号下印食笠松線
岐阜県道177号下印食笠松線（ぎふけんどう177ごう しもいんじきかさまつせん）とは岐阜県羽島郡岐南町と同郡笠松町を結ぶ一般県道である。

## 概要

### 路線データ
- 起点：岐阜県羽島郡岐南町下印食（岐阜県道77号岐阜環状線交点）
- 終点：岐阜県羽島郡笠松町田代（岐阜県道14号岐阜稲沢線交点）

## 重複区間
- 岐阜県道178号下中屋笠松線（笠松町西金池町、奈良町）

## 地理

### 通過する自治体
- 岐阜県
  - 羽島郡
    - 岐南町
    - 笠松町

### 交差する道路
- 岐阜県道77号岐阜環状線（岐南町下印食）
- 国道21号岐大バイパス（岐南町徳田・徳田インターチェンジ）
- 岐阜県道175号岐阜岐南線（岐南町徳田・徳田4交差点）
- 岐阜県道178号下中屋笠松線（笠松町西金池町、奈良町）
- 岐阜県道164号鶉笠松線（笠松町上本町）
- 岐阜県道14号岐阜稲沢線（笠松町田代・木曽川橋西交差点）

### 沿線
- 厚八運動場
- 旧大松美術館
- 岐南町立西小学校
- 岐南駅
- 笠松駅東改札口
- 笠松競馬場
- 八幡神社（笠松町）
- 笠松町役場
- 笠松町歴史未来館
- 笠松みなと公園